# Cârțișoara
Cârțișoara oder Cîrțișoara [kɨrtsiˈʃoara] (deutsch Kleinkerz, ungarisch Kercisóra) ist eine Gemeinde im Kreis Sibiu in der Region Siebenbürgen in Rumänien.

## Lage

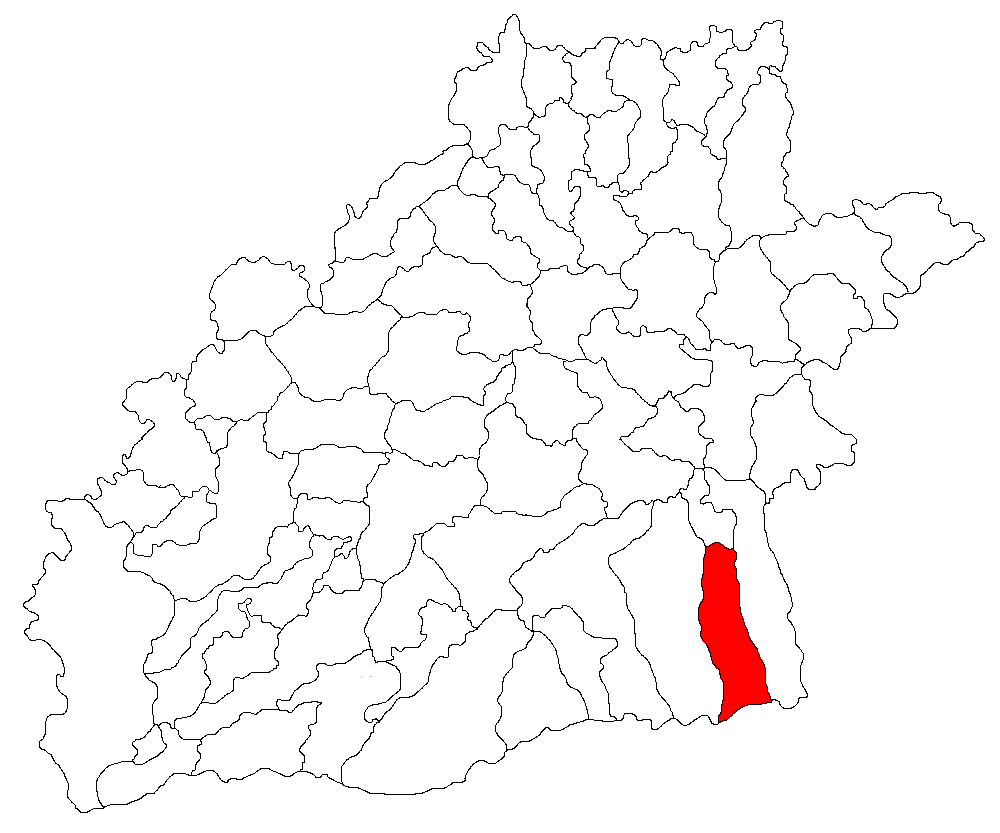
Lage von Cârțișoara im Kreis Sibiu

Der Ort Cârțișoara liegt in der Nähe des Făgăraș-Gebirges an der so genannten Transfogarascher Hochstraße. Man erreicht den Ort über die Europastraße 68, eine Abzweigung zwischen Hermannstadt–Făgăraș (Fogarasch) führt nach vier Kilometern zu dem Ort. Die nächstgelegene größere Stadt Victoria (Viktoriastadt) befindet sich 20 Kilometer östlich; die Kreishauptstadt Sibiu (Hermannstadt) 52 Kilometer westlich von Cârțișoara entfernt. Der Naturpark Făgăraș, das Naturreservat Bâlea und das Naturreservat Arpășel befinden sich in unmittelbarer Nähe.

## Geschichte
Cârțișoara entstand 1964 durch Zusammenlegen der Dörfer Oprea Cârțișoara (Kleinkerz) und Streza Cârțișoara (Oberkerz). Beide Orte befanden sich in der weiter zurückliegenden Vergangenheit im Besitz des Kerzer Zisterzienserklosters. Die erste urkundliche Erwähnung von Kleinkerz erfolgte im Jahr 1473; die von Oberkerz 1534.

## Persönlichkeiten
- Badea Cârțan (1849–1911), Gelehrter
- Andrei Budac (1872–1912), Heiducke[3]
- Matei Țâmforea (1836–1906), Maler, Vertreter der Hinterglasikonenmalerei – das Zentrum dieser Stilrichtung befand sich in der Ortschaft.[3]

## Sehenswürdigkeiten
- Die orthodoxe Kirche Mariä Verkündigung wurde zwischen 1818 und 1821 erbaut. Die Freskenmalerei aus dem Jahr 1824 stammt von den Brüdern Grecu aus Săsăuș (Sachsenhausen).
- Die orthodoxe St. Nikolaus-Kirche wurde 1806 erbaut, die Innenmalerei aus dem Jahr 1809 erfolgte ebenfalls von der Malerfamilie Nicolae Grecu aus Săsăuș.
- Das Dorfmuseum Badea Gheorghe Cârțan mit einer wertvollen Ausstellung von Hinterglasikonen.[4]
- Die Villa Paltinul am Bâlea-See. Dabei handelt es sich um das ehemalige Jagdhaus von Nicolae Ceaușescu mit diversen Jagdtrophäen.